# Стіна пам'яті загиблих за Україну

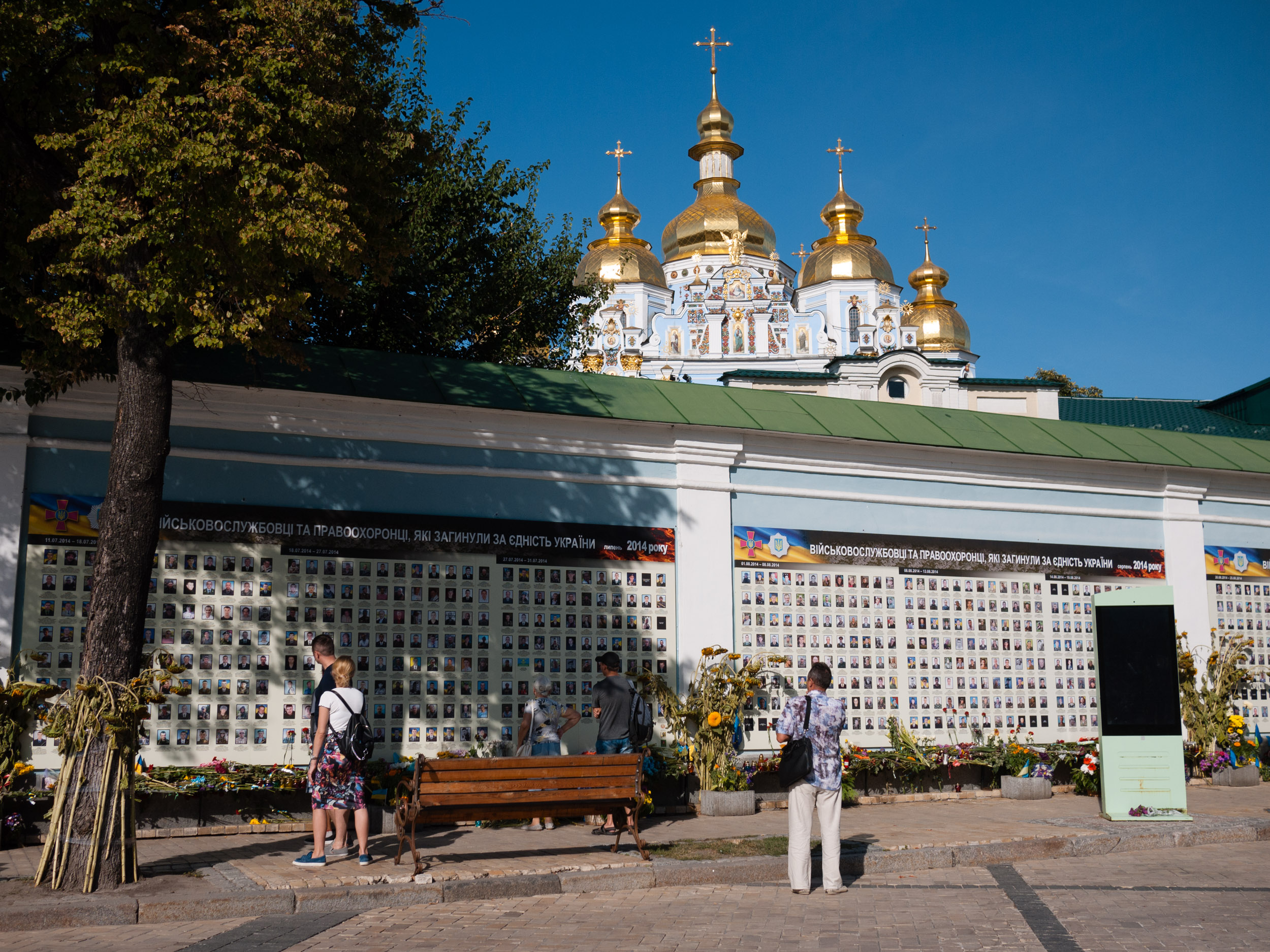
Стіна пам'яті. 29 серпня 2019.

Стіна пам'яті полеглих за Україну — стіна Михайлівського Златоверхого монастиря вздовж вулиці Трьохсвятительська неподалік Михайлівської площі, на якій розміщено пласкі металеві конструкції зі світлинами та коротким життєписом українських добровольців, військовослужбовців та представників українських силових структур які загинули захищаючи Україну під час російсько-української війни.
Реалізовано як спільну роботу Української православної церкви Київського патріархату, Національного військово-історичного музею України, редакції сайту «Книга пам'яті полеглих за Україну». У 2020 році стіна Пам'яті була оновлена. Було додано 4,5 тисячі нових світлин.

## Історія

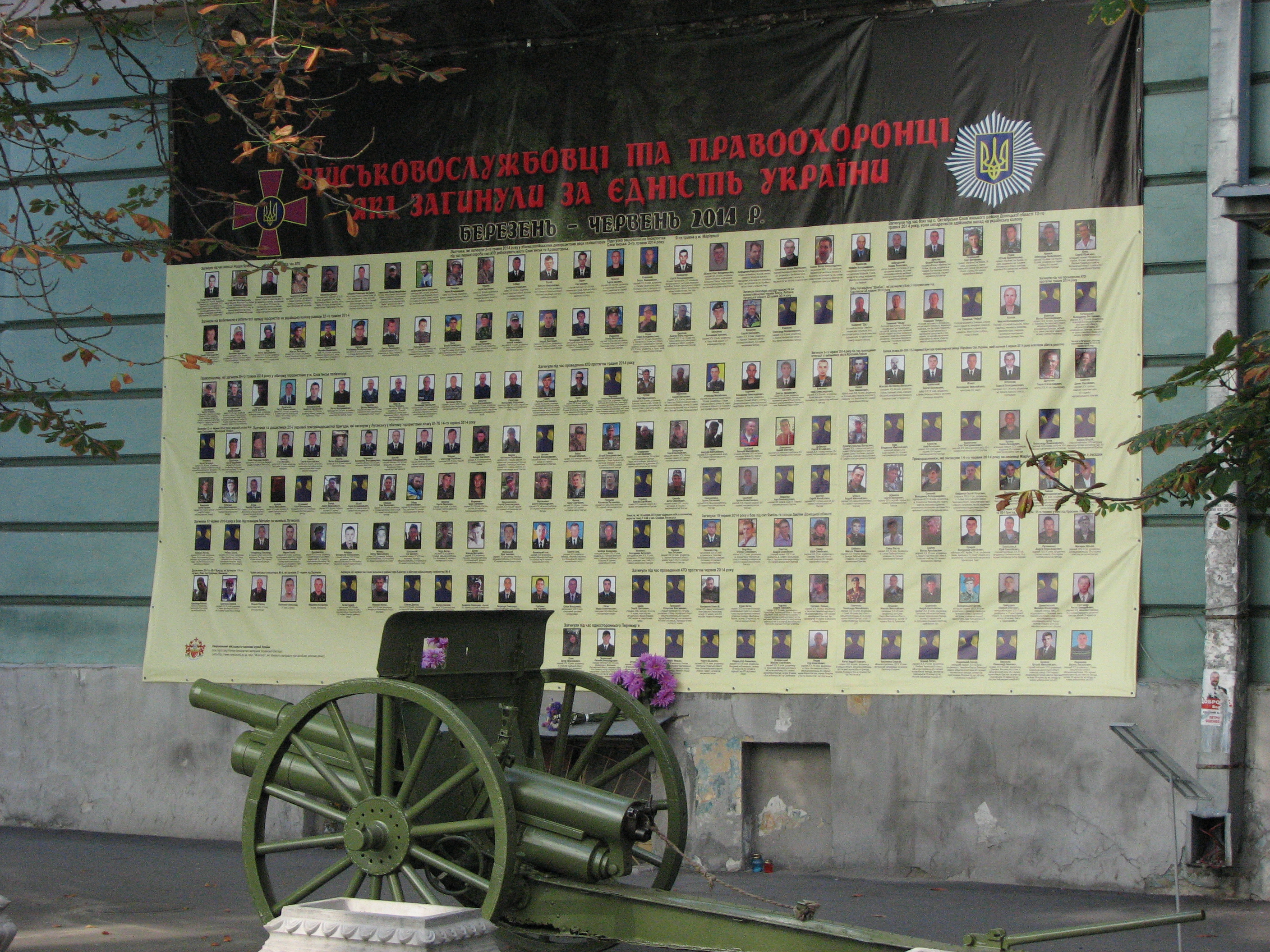
«Передвісник» Стіни пам'яті біля входу в Національний військово-історичний музей України. Вересень 2014 р.

Початково, подібна стіна з'явилася на початку липня 2014 року на стіні Центрального будинку офіцерів ЗСУ зі сторони Кріпосного провулку біля входу до музею, як частина результату роботи науково-інформаційного відділу НВІМУ, що займався збором та обробкою інформації по втратам української сторони. Як планувалось керівництвом музею, він мав привертати увагу перехожих киян і наочно їм показати ціну мирного життя яким вони користуються. Ця стіна пам'яті мала вигляд великого банера (6,6 х 4 м) з фотографіями та короткими біографіями українських вояків, які загинули у боях з російськими терористами та сепаратистами протягом березня–червня 2014 року. Зокрема тих хто загинув у Криму, на блокпостах Слов'янська, в районі гори Карачун, у боях під містами Краматорськ, Красний Лиман, Металіст, Щастя, у небі над Луганськом. Всього 206 загиблих.
Зі збільшенням українських втрат на кінець літа та початок осені 2014 постала необхідність показати ці нові трагічні сторінки АТО на сході України.
На початок жовтня 2014 року, у стилобаті Андріївської церкви формувалася, та до дня Покрови була відкрита виставка «Пам'яті загиблих бійців неоголошеної війни», у ході якої на підмурній стіні церкви, з дозволу і сприяння Української православної церкви Київського патріархату, силами співробітників Національного військово-історичного музею України також було створено і розміщено два банери зі світлинами українських и військовослужбовців і правоохоронців, які загинули від рук колаборантів та російських терористів на Донбасі в період з 23 серпня по 10 жовтня.
На жаль, лише цими банерами стіна не закінчилась. За браком місця для повного списку втрат українських воїнів площини стін, де вони початково знаходились, було не достатньо. З огляду на це, за згодою і благословення Київського патріарха Філарета у серпні 2015 року на 4-х секціях муру Михайлівського Золотоверхого монастиря було зроблено стіну пам'яті, що була виконана на пластиковій основі (довготриваліша за банер) проте з розрахунком на більщ якісну заміну. На момент відкриття біля монастиря, стіна мала близько 800 світлин і життєписів українських воїнів, і поступово наповнювалась наступними секціями.

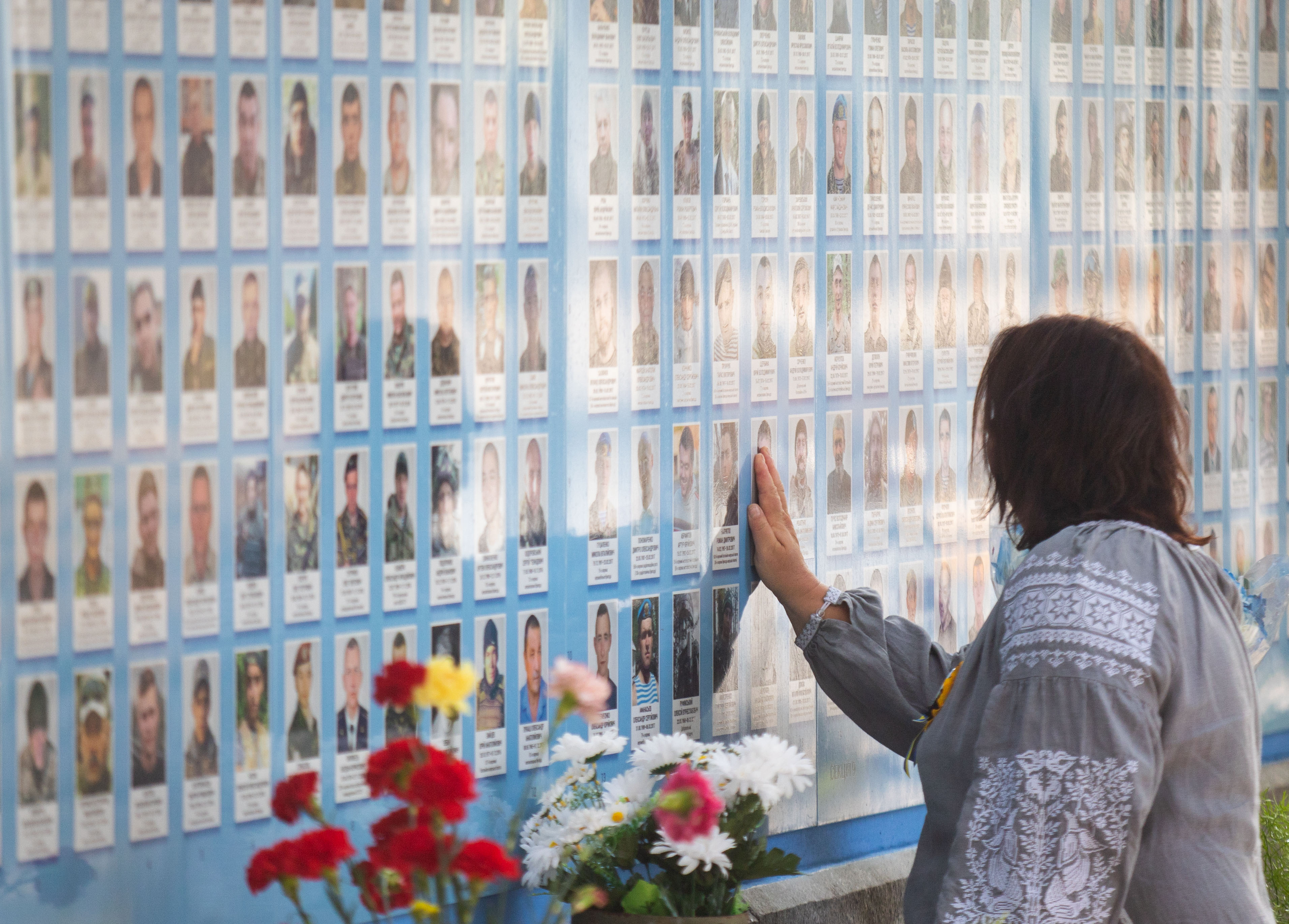
Київ. Стіна пам'яті і мати біля неї

Станом на квітень 2017 року було реалізовано зміну пластикової конструкції на більш якісну металеву, з продовженням стіни пам'яті до 11-ти секцій муру Михайлівського Золотоверхого монастиря. 23 квітня 2017 її було освячено Філаретом. На той час на ній розміщувалось близько 3-х тисяч світлин загиблих українських воїнів.

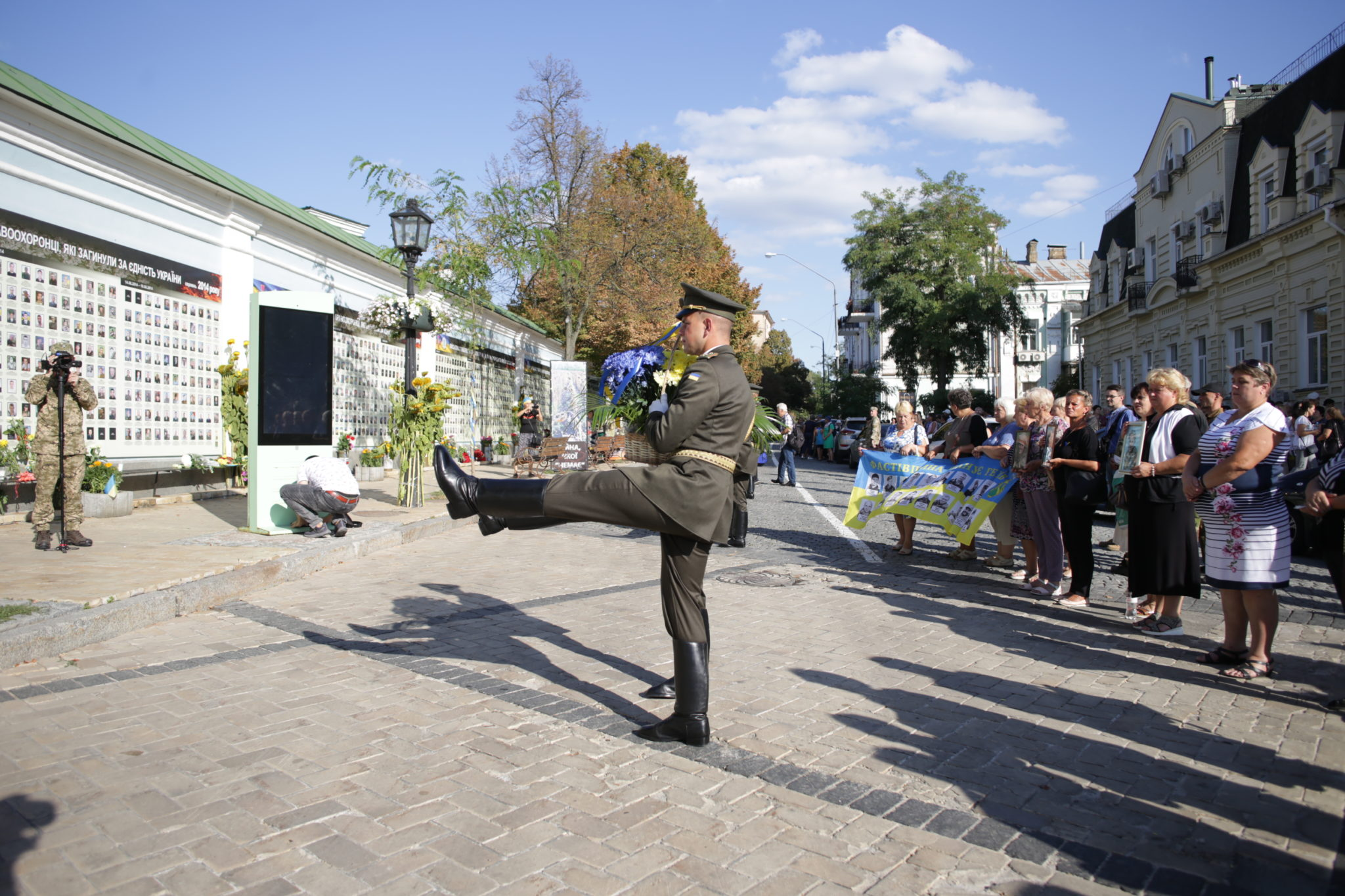
Церемоніал на День пам'яті захисників України, 29 серпня 2019.

В серпні 2018 року було встановлено антивандальний електронний термінал біля стіни, що працює із базою даних сайту Книга пам'яті. Термінал дозволяє швидко знаходити потрібних людей та виводитить наявну інформацію про ще нерозміщених на стіні українських загиблих воїнів. 29 серпня патріарх Філарет разом з духовенством УПЦ КП освятив ще чотири додаткові дошки на стіні пам'яті. У заході також взяли участь представники інших церков та релігійних організацій, родини полеглих Героїв, побратими, друзі, представники громадських організацій.
20 серпня 2020 року предстоятель ПЦУ Митрополит Епіфаній освятив оновлені стенди Стіни пам'яті на яких було розміщено майже 4,5 тис. нових світлин.

## Події пов'язані зі стіною

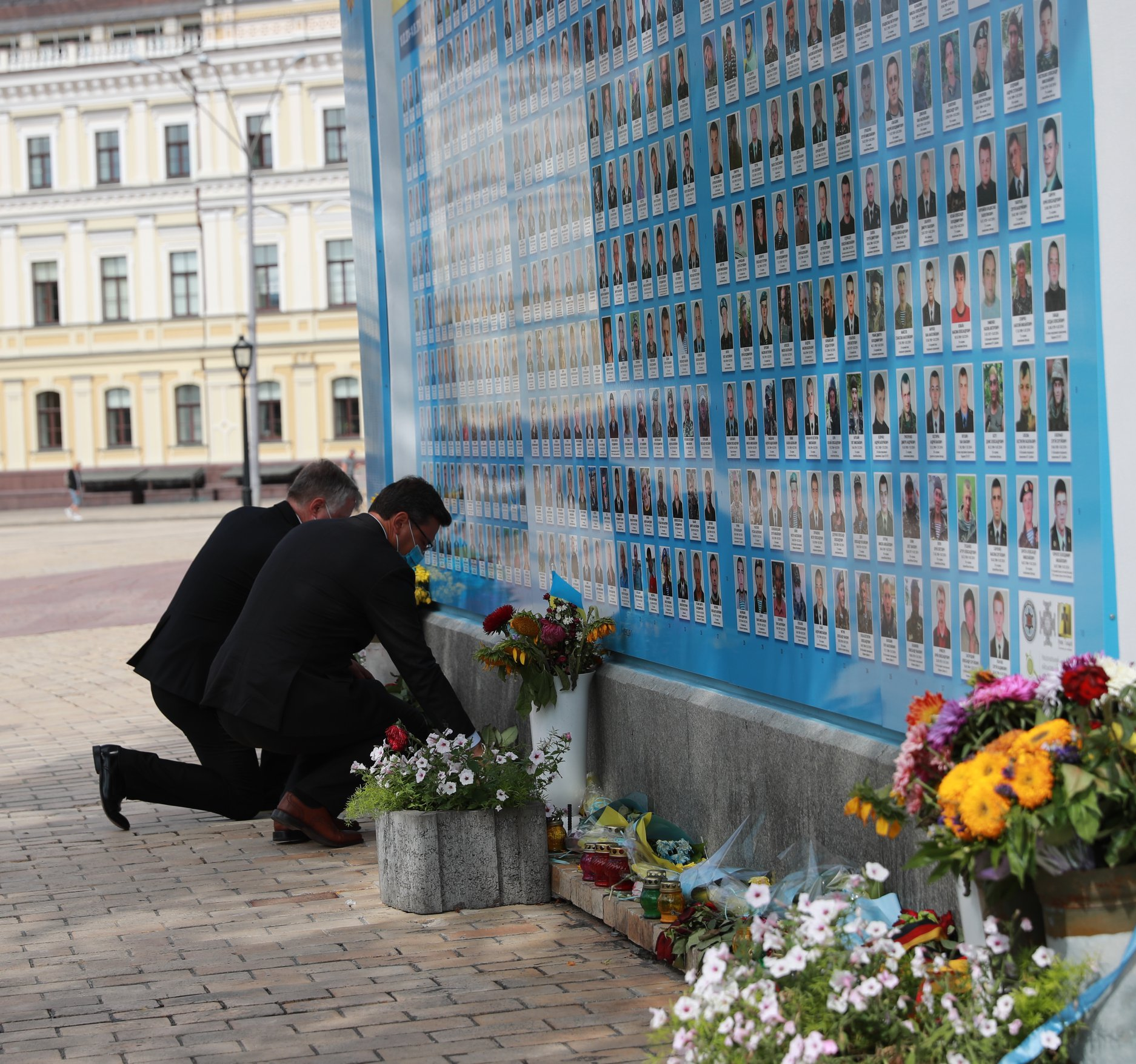
Заступник держсекретаря США Стівен Біґен та міністр закордонних справ України Дмитро Кулеба кладуть квіти до Стіни пам'яті загиблих за Україну. Київ, Україна, 27 серпня 2020 року

Не зважаючи на те, що стіна пам'яті є меморіалом для скороботи тисяч родин, бойових побратимів та небайдужих співгромадян загиблих українців, за понад три роки існування стіни, поряд із нею на Михайлівській площі, із злочинною байдужістю міської влади нерідко проводились розважальні заходи. Апогеєм такого ставлення став випадок, коли до 3-го червня 2018 року організаторами акції «Пробігу під каштанами» було встановлено поблизу і навпроти Стіни пам'яті сміттєві баки та переносні вбиральні які відмовлялись переставляти відповідальні за це представники комунальних служб. Невдовзі дані баки та вбиральні силами капеланів, ветеранів і небайдужих волонтерів було переміщено на значну відстань від стіни. Проте ситуація на тім продовжувала загострюватись, так як родини загиблих та керівники громадських організацій Києва (зокрема волонтер місії Евакуація 200 — Павло Нетьосов) вимагали офіційних роз'яснень від керівництва КМДА та особисто В.Кличка. Конфлікт закінчився розмовою першого заступника мера Києва Миколи Поворозника (із родинами загиблик українських військовиків, та його особистими гарантіями про виключення подібних ситуацій у майбутньому та створення біля стіни меморіальної зони яка виключатиме можливість проведення розважальних заходів та паркування автомобілів.
Неподалік стіни, за роки війни з'явилася стійка традиція поминання загиблих у річниці найзапекліших боїв. Зокрема, кожного року на кінець серпня до річниці виходу українських військових та добровольців з Іловайського котла, волонтери місії Евакуація 200 з МАДФ «Цитадель» реалізовують роботу створеної ними пересувної виставки «Блокпост пам'яті» протягом вечора та вночі.